# 패들

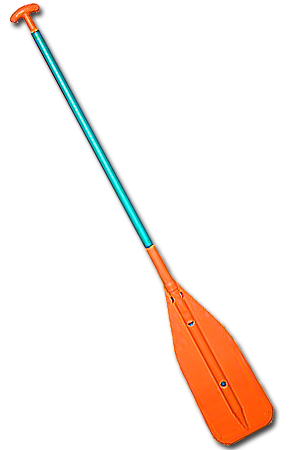

패들(paddle)은 긴 핸들과 평평하고 넓은 말단부를 갖춘 휴대용 도구이다. 말단부에 힘을 적재시키는 지렛대 역할을 한다. 인간의 힘으로 나아가는 방향의 반대 방향으로 물을 밀어내어 추진시킨다.
패들은 비슷한 모양과 기능의 물체를 설명하기 위해 사용할 수도 있다. 예를 들어 탁구와 같은 수많은 게임들에서 "패들" 또는 "배트"(bat)는 공을 치기 위해 사용하는 작은 래킷이다.

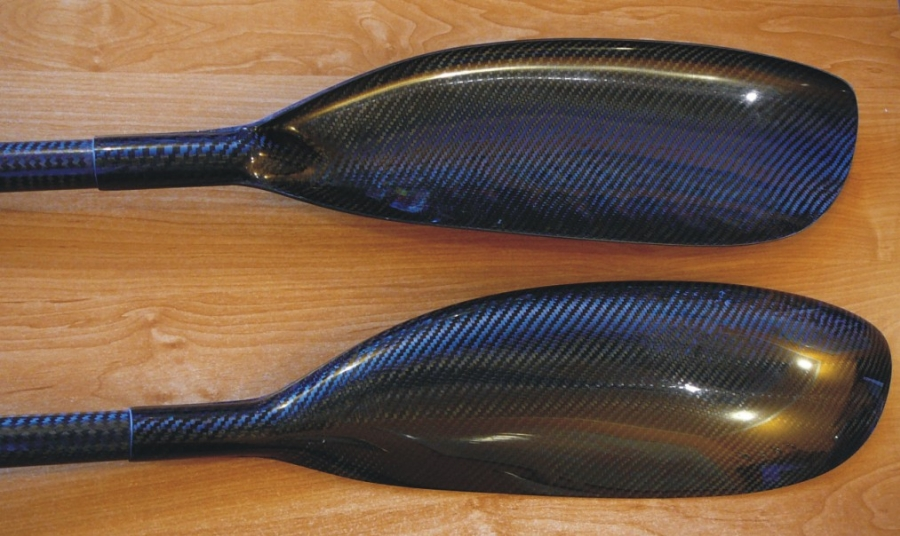
날개 패들 세트

## 같이 보기
- 노 (도구)